# Trav’lin’ Light (песня)
«Trav’lin’ Light» — песня 1942 года, написанная Трамми Янгом и Джимми Манди на слова Джонни Мерсера.
Когда Пол Уайтмен и его группа прибыли в студию Capitol Records на сессию звукозаписи, Трамми Янг привел с собой свою девушку, Билли Холидей. Автор песен Джонни Мерсер, один из соучредителей нового лейбла, обнаружил, что у Янга есть недавно написанная им мелодия. Мерсер быстро написал к ней текст и дал название, чтобы Холидей могла записать его с группой. Лейбл звукозаписи назвал певицу «Lady Day», прозвище Холидей, потому что у неё был контракт с другим лейблом.
В 1942 году с вокалом Билли Холидей, Пол Уайтман занимал первое место в чартах Harlem Hit Parade в течение трёх недель подряд. Песня также занимала 23-е место в поп-чартах в течение одной недели. На тромбоне играет Скип Лейтон. Запись также была переиздана в формате V-Disc в октябре 1944 года Военным министерством США для отправки за границу военнослужащим под номером 286A в категории «Блюз».
Впоследствии песня неоднократно перезаписывалась другими исполнителями, включая Пегги Ли, Эллу Фицджеральд, Джимми Джуффри, Гарри Джеймса, Аниту О’Дэй, Ширли Хорн, Тони Беннетта, Куин Латифу.